# Robert Barry
Robert Barry (New York, 9 marzo 1936) è un artista statunitense.
Robert Barry partecipa fin dagli anni '60 alle più importanti mostre dell'arte concettuale. Le sue opere consistono in installazioni o performance. Nel 1969 organizza una mostra che consiste nel chiudere la galleria per la durata della mostra stessa. Negli ultimi anni, Barry lavora su delle opere che usano come soggetto principale le parole.
Nel 1972 partecipa a Documenta 5 a Kassel.

## Opere
- Sans titre, encre sur papier, 22 x 28 cm, 1977, Musée d'art de Toulon.